# Francesco Frattini
Francesco Frattini (Varese, 18 gennaio 1967) è un manager ed ex ciclista su strada italiano.

## Carriera
Professionista dal 1993 al 1999, vanta anche due partecipazioni al Giro d'Italia (1995 e 1997) e quattro al Tour de France (1995, 1996, 1997, 1998). Alla Batik/Gewiss lavorò come gregario per ciclisti come Evgenij Berzin, Pëtr Ugrumov, Moreno Argentin, al Team Deutsche Telekom per Jan Ullrich, Bjarne Riis ed Erik Zabel.

## Palmarès
- 1990 (dilettanti)

1ª tappa Giro d`Italia Baby
- 1991 (dilettanti)

Milano-Rapallo
- 1995 (Gewiss - Ballan, quattro vittorie)

Rund um den Henninger-Turm
3ª tappa Setmana Catalana (Torrelavit > Arinsal)
Classifica generale Setmana Catalana
5ª tappa Bicicletta Basca (Eibar > Arrate)
- 1996 (Gewiss - Playbus, una vittoria)

4ª tappa Vuelta al País Vasco (Vitoria > Lecumberri)

### Altri successi
- 1988 (dilettanti)

Prologo Giro della Valle d'Aosta (Saint-Vincent, cronosquadre)
- 1990 (dilettanti)

Circuito Molinese
- 1992 (dilettanti)

Coppa Giuseppe Romita
- 1993 (Mecair-Ballan)

Cronocoppie di Busto Garolfo
- 1995 (Gewiss - Ballan)

3ª tappa Tour de France (Mayenne > Alençon, cronosquadre)
- 1996 (Gewiss - Playbus)

Classifica scalatori Vuelta al País Vasco

## Piazzamenti

### Grandi Giri
- Giro d'Italia

1995: 29º
1997: 71º
- Tour de France

1995: 77º
1996: 100º
1997: non partito (14ª tappa)
1998: 93º

### Classiche monumento
- Milano-Sanremo

1996: 64º
1998: ritirato
1999: 148º
- Liegi-Bastogne-Liegi

1993: 44º
1995: 25º
1996: 19º
1997: 53º
1998: ritirato
1999: ritirato

### Competizioni mondiali
- Campionati del mondo di ciclocross

Monaco di Baviera 1985 - Juniores: 14°